# Джугашвили, Галина Яковлевна
Гали́на Я́ковлевна Джугашви́ли (19 февраля 1938, Москва — 27 августа 2007, там же) — российский филолог, литератор и мемуарист. Кандидат филологических наук. Член Союза писателей России (с 1990 по 2007). С 1968 по 1997 — научный сотрудник в Институте мировой литературы имени А. М. Горького РАН. Внучка И. В. Сталина.

## Биография

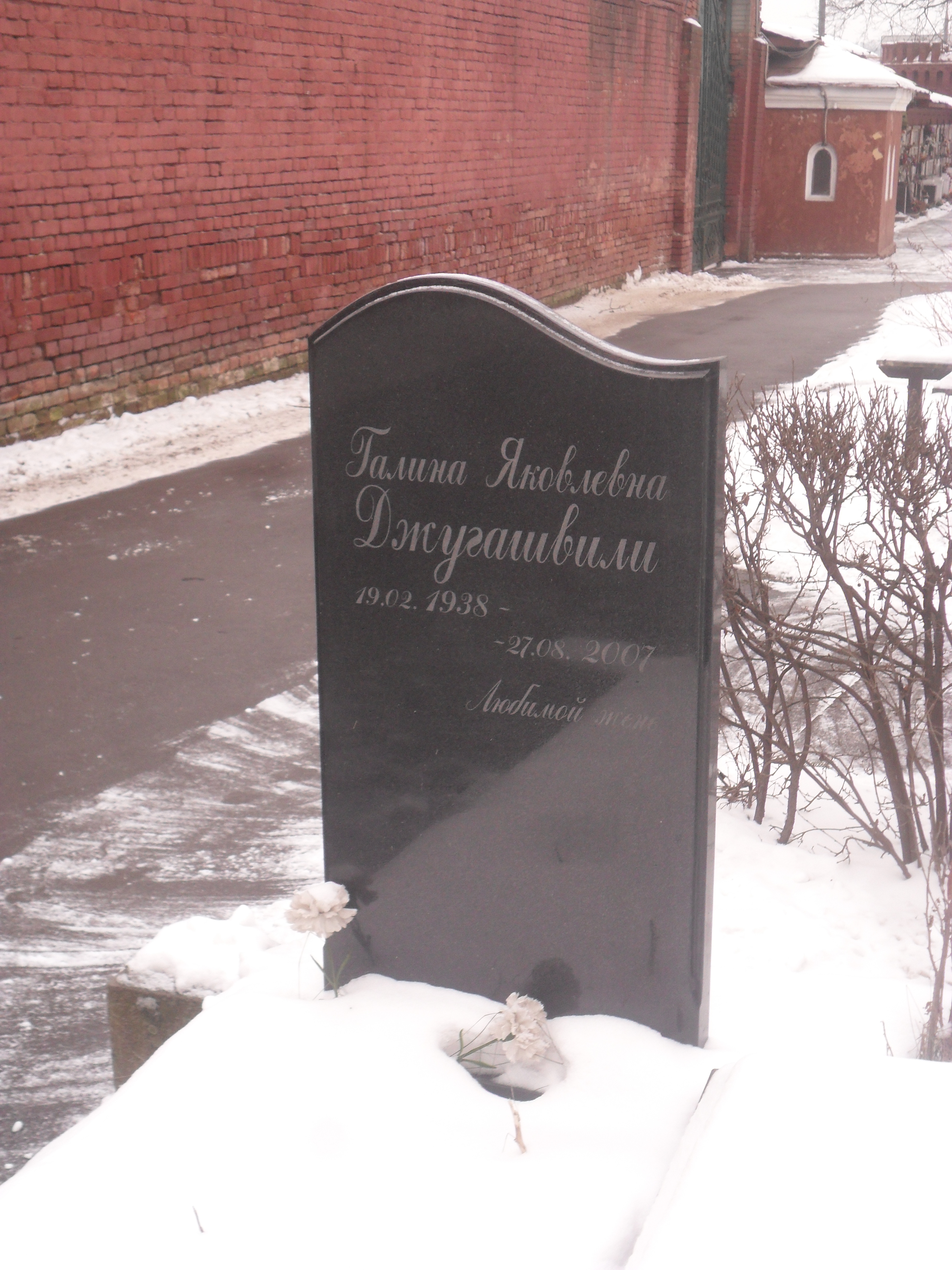
Могила Галины Джугашвили на Новодевичьем кладбище Москвы.

Галина Джугашвили родилась в Москве в семье старшего сына И. В. Сталина — Якова Иосифовича Джугашвили и балерины Юлии (Юдифи) Исааковны Мельцер (1911—1968) 19 февраля 1938 года. Последний раз она видела отца, когда ей было 3 года, перед его уходом на фронт. После того, как пришло известие о том, что Яков Джугашвили попал в плен, мать Галины была арестована и провела в тюрьмах полтора года. В дальнейшем Галина Джугашвили в своих интервью отрицала принятую историками версию судьбы своего отца.
Галина Джугашвили окончила филологический факультет МГУ, кандидат филологических наук. Работала младшим научным сотрудником в Институте мировой литературы.
В 1970 году вышла замуж за Хусейна бен Саада — гражданина Алжира, работавшего экспертом ООН по чрезвычайным ситуациям.
В браке родился единственный ребёнок, Селим (1971), страдавший врождённым заболеванием. При Горбачёве она смогла побывать на родине мужа в Алжире.
Скончалась 27 августа 2007 года в Главном военном клиническом госпитале имени Н. Н. Бурденко в Москве.
Похоронена на Новодевичьем кладбище.

## Научная и творческая деятельность
Как филолог Галина Джугашвили занималась изучением литературы Алжира, написанной как на французском, так и на арабском языках. Ею была опубликована монография «Алжирский франкоязычный роман» (1976), составлены и откомментированы сборники «Поэзия Магриба» (1978, совместно с Н. Луцкой) и «Из алжирской поэзии XX века» (1984).
В 1990-е гг. Джугашвили дебютировала как прозаик и мемуарист, выпустив две книги художественной прозы (в соавторстве с Галой Краевой) и несколько раз переизданные воспоминания о своей семье. Была принята в члены Союза писателей России.

## Сочинения
- Галина Джугашвили-Сталина. Тайна семьи вождя. — М.: АСТ, Зебра Е, 2007. — 352 с. — 5000 экз. — ISBN 978-5-17-042392-7.
- Гала Краева, Гала Джугашвили. Пейзаж на тёмных обоях. — М.: Б. и, 1999. — 217 с. — 3600 экз. — ISBN 5-900230-08-2.
- Гала Краева, Гала Джугашвили. Исповедь красивой… Голография времени. Повести, сборник. — М.: Внешторгиздат, 1999. — 188 с. — 1000 экз.

- Джугашвили, Галина Яковлевна. Дед, отец, Ма и другие. — М.: Ред.-произв. агентство «Олимп» : ППП, 1993. — 62 с. — 100 000 экз. — ISBN 5-7390-0241-9. + переиздание Галина Джугашвили-Сталина. Внучка вождя: дед, отец, Ма и другие. — М.: Вече, 2003. — 352 с. — (Особый архив). — 5000 экз. — ISBN 5-94538-306-6.
- Сост., вступ. ст., справки об авторах и примеч. Г. Джугашвили. Из алжирской поэзии XX века : Пер. с фр. и араб. — М.: Худож. лит, 1984. — 175 с. — 25 000 экз.
- Сост. Г. Я. Джугашвили, Н. С. Луцкая. Поэзия Магриба : [Сборник] : Пер. с фр. и араб. — М.: Прогресс, 1978. — 231 с. — 10 000 экз.
- Джугашвили Г. Я. Алжирский франкоязычный роман. — М.: Наука, 1976. — 141 с. — (АН СССР, Ин-т мировой литературы им. А. М. Горького). — 1200 экз.

### Интервью
- Трухина Л. Без приставок «спец» и «vip» // «Учительская газета», 1 ноября 2005.
- Сварцевич В. Галина Джугашвили: «Мне до сих пор не хватает отца» // «Аргументы и факты», № 45 (1306) от 9 ноября 2005.
- Коц А., Бойко А. Галина Джугашвили-Сталина, дочь Якова Джугашвили: «Мой отец не был в плену» // «Комсомольская правда», 7 июня 2007.
- Гамов А. Галина Джугашвили-Сталина: «Моего отца в плену изображал агент-двойник из абвера» // «Комсомольская правда», 20 июня 2007.
- Галина Яковлевна Джугашвили: «Я не сестра Саддама Хусейна» // «Огонёк», № 52, 2008.